# Martin Zoschke

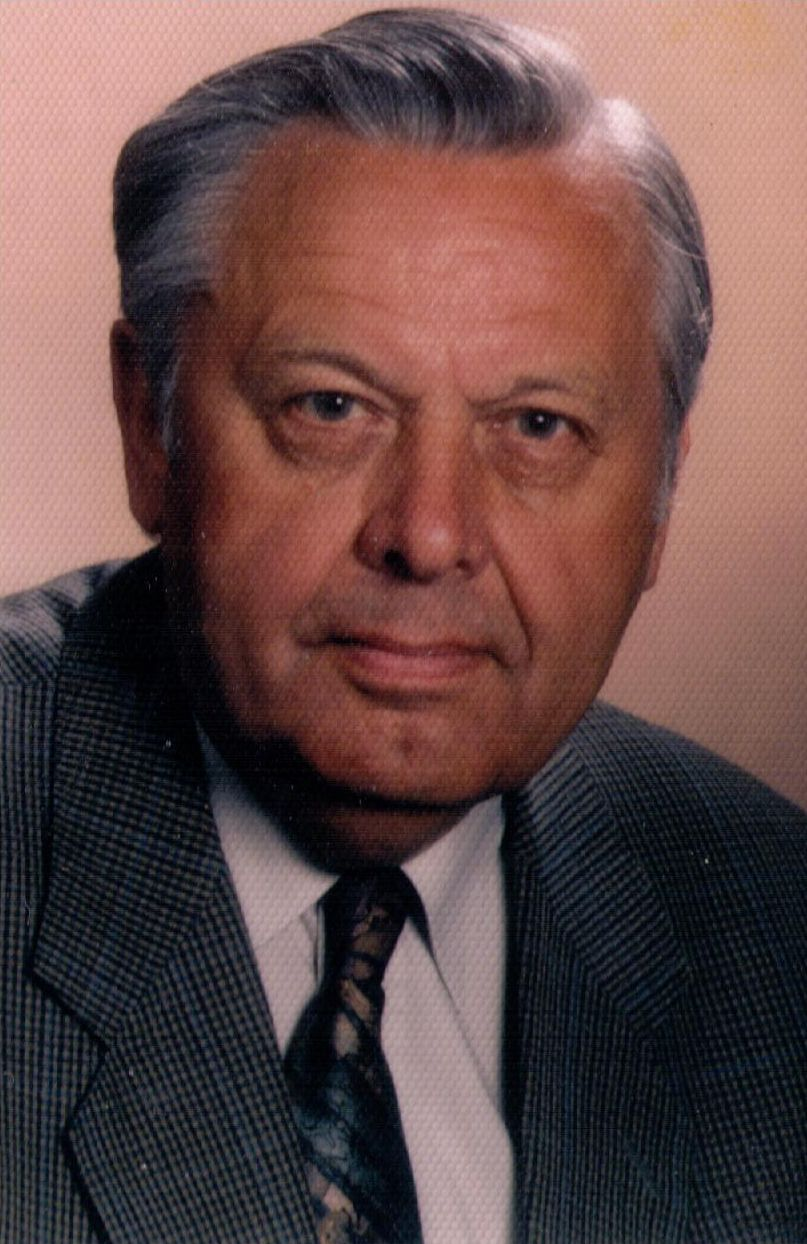
Martin Zoschke

Martin Zoschke (* 27. Dezember 1926 in Benzin, Kreis Stolp, Pommern; † 24. Februar 2020) war ein deutscher Pflanzenbauwissenschaftler. Als Nachfolger von Eduard von Boguslawski lehrte er von 1975 bis 1995 an der Justus-Liebig-Universität Gießen.

## Lebensweg
Martin Zoschke, Sohn eines Landwirts, besuchte die Stephan-Oberrealschule in Stolp (Pommern) und absolvierte von 1945 bis 1946 eine Landwirtschaftslehre in Sachsen-Anhalt. Ab 1947 studierte er Landwirtschaft an der Martin-Luther-Universität in Halle-Wittenberg. Nach dem Diplomexamen (1950) erhielt er eine Anstellung im Institut für Acker- und Pflanzenbau der Universität Halle und arbeitete als wissenschaftlicher Assistent bei Theodor Roemer (bis zu dessen Emeritierung 1951) und anschließend bis 1958 als Oberassistent bei Gustav Könnecke; bei ihm promovierte er 1955 mit der Dissertation „Studien über die Wirkung synthetischer Wuchsstoff-Herbicide auf Kulturpflanzen und Unkrautflora“.
Seit 1958 war Zoschke als wissenschaftlicher Assistent am Institut für Pflanzenbau und Pflanzenzüchtung der Universität Göttingen tätig. Unter der Ägide von Arnold Scheibe arbeitete er über die Morphin-Bildung im Mohn (Papaver somniferum L.) und vor allem über die Proteinqualität der Gerste. 1970 habilitierte er sich mit der Schrift „Stickstoffernährung und Eiweißbildung bei Futtergersten“. 1975 folgte er einem Ruf an die Universität Gießen und übernahm dort als Nachfolger von Eduard von Boguslawski am Institut für Pflanzenbau und Pflanzenzüchtung den Lehrstuhl für Allgemeinen und Speziellen Pflanzenbau. Hier lehrte und forschte er bis zu seiner Emeritierung im Jahre 1995. Sein Nachfolger ist Bernd Honermeier.

## Forschungsleistungen
In Gießen gehörten Untersuchungen über Allelopathiewirkungen bei landwirtschaftlichen Kulturpflanzen, Versuche zur Ernährung und Resistenz von Dinkel- und Triticale-Sorten sowie kausalanalytische Experimente über Fruchtfolgewirkungen zu seinen pflanzenbaulichen Arbeitsschwerpunkten. Nachhaltig förderte er die Forschungsaktivitäten des an der Universität Gießen angesiedelten „Zentrums für Kontinentale Agrar- und Wirtschaftsforschung des europäischen Ostens“. Gemeinsam mit Wissenschaftlern aus osteuropäischen Ländern u. a. mit Stanislaw Klimek hat er mehrere Schriften herausgegeben: Ergebnisse deutsch-rumänischer Agrarforschung (1986), Ackerbohnen-Forschung in Polen (1988), Lupinen-Forschung in Polen (1990) und Triticale-Forschung in der Sowjetunion (1994).
Für seine Verdienste um die Landbauwissenschaft Osteuropas verlieh ihm die Landwirtschaftliche und Veterinärmedizinische Universität Iași (Rumänien) 1995 die Ehrendoktorwürde und die Szent-István-Universität in Gödöllö (Ungarn) 1998 das Ehrendiplom „Pro Universitate“.
Wiederholt hat Zoschke Diskussionen über Ziele und Aufgaben seines Fachgebietes sowie über die strukturelle Binnengliederung der Gesellschaft für Pflanzenbauwissenschaften angeregt. Er betrachtet Pflanzenbau primär als eine ökologisch orientierte Disziplin; folgerichtig prägte er für dieses Fachgebiet die Bezeichnung „Kulturpflanzenökologie“.
Von 1991 bis 1993 war Zoschke 1. Vorsitzender der „Gesellschaft für Pflanzenbauwissenschaften“. Während seiner Amtsperiode gelang es ihm, innerhalb dieser Fachgesellschaft einen „Arbeitskreis für Wissenschaftsgeschichte des Pflanzenbaus“ zu etablieren. In den Jahren von 1976 bis 1993 gehörte Zoschke zu den Mitherausgebern der „Zeitschrift für Acker- und Pflanzenbau“.

## Bücher und Schriften (Auswahl)
- Mineralstoffernährung und Morphinbildung bei Papaver somniferum L. In: Zeitschrift für Acker- und Pflanzenbau  Bd. 116, 1962/63, S. 317–326.
- Stickstoffernährung und Eiweißbildung bei Futtergersten (Hordeum vulgare L.). Gefäß- und Feldversuche mit sommer- und winterannuellen Gersten-Genotypen. Habilitationsschrift Landw. Fakultät Universität Göttingen 1970. Zugleich: Verlag Paul Parey, Berlin und Hamburg 1973 = Fortschritte im Acker- und Pflanzenbau, Heft 2.
- Carbohydrate and Protein Synthesis. Edited by B. J. Miflin and M. Zoschke. Commission of the European Communities, Brussels/Luxembourg 1978.
- Fruchtfolgegestaltung und organische Düngung im Blick auf eine reduzierte Umweltbelastung. In: Ergebnisse der landwirtschaftlichen Forschung an der Universität Gießen Heft 17, 1985, S. 43–52.
- Ergebnisse deutsch-rumänischer Agrarforschung. Herausgegeben im Auftrag des Partnerschaftskollegiums von Martin Zoschke. Verlag Duncker & Humblot, Berlin 1986.
- mit Stanislaw Klimek: Neuere Ergebnisse der Ackerbohnenforschung in Polen. Verlag Duncker und Humblot, Berlin 1988, ISBN 3-428-06358-9.
- mit Stanislaw Klimek, Hildegard Fließ: Neue Ergebnisse der Lupinenforschung in Polen. Verlag Duncker und Humblot, Berlin 1990, ISBN 978-3-428-06988-0.
- Pflanzenbau – Fruchtfolgegestaltung. In: Pflanzenproduktion im Wandel. Neue Aspekte in den Agrarwissenschaften. Herausgegeben von G. Haug, G. Schuhmann und G.Fischbeck. VCH Verlagsgesellschaft Weinheim 1990, S. 251–274; 2. Auflage ebendort 1992.
- Pflanzensorten und umweltverträgliche Anbaumaßnahmen. In: Ergebnisse landwirtschaftlicher Forschung an der Universität Gießen Heft 21, 1993, S. 57–72.
- Untersuchungen über Wachstum, Resistenz und Ertragsbildung von Wintertriticale-Sorten. In: Lucräri Stiintifice Bd. 36, 1993, S. 19–28.
- Stand der Triticale-Forschung in der Sowjetunion (GUS). Von Galina Pospelowa und Martin Zoschke. Unter Mitarbeit von Hildegard Fliess. Verlag Duncker und Humblot Berlin 1994.
- Ein Leben für die Pflanzenbauwissenschaft. Festschrift für Eduard von Boguslawski zum 90. Geburtstag am 30. Dezember 1995. Herausgegeben von Wolfgang Böhm und Martin Zoschke. Verlag Adelheid Böhm, Göttingen 1995.